# 齒爪脩獵蝽
齒爪脩獵蝽（学名：Onychomesa sauteri）为獵蝽科脩獵蝽屬下的一个种。